# Про Израел
„Про Израел“ (на френски: Pro-Israel, в превод За Израел) е френскоезичен еврейски вестник, излизал в Солун, Гърция, от 1917 до 1926 година.
Той е голям, влиятелен вестник на ционистки позиции.